# Priyayi

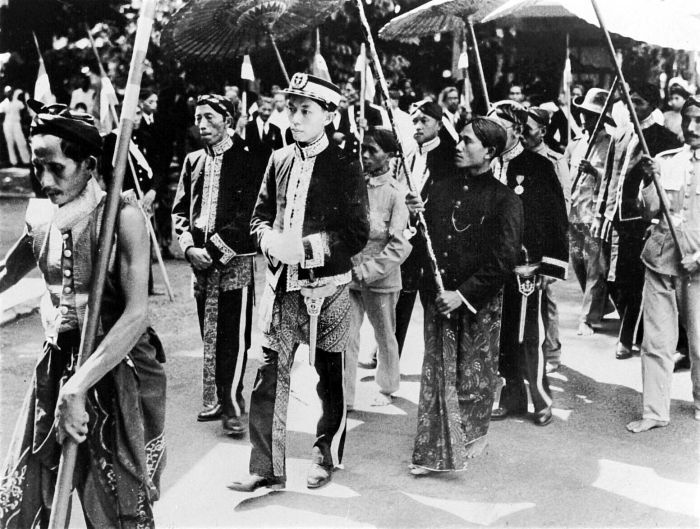
Der Regent von Surabaya, Raden Tumenggung Musono in Galauniform bei seiner Amtseinführung. In seiner Begleitung Beamte in niedereren Rängen: patih und wedana (Niederländisch-Indien).

Priyayi (veraltet: Prijaji, javanisch ꦥꦿꦶꦪꦪꦶ) waren in Niederländisch-Indien die Amtsadligen im Gegensatz zum königlichen Adel, den bangsawan (Indonesisch) oder ningrat (Javanisch) und den „Kleinen Leuten“ (wong cilik). Priyayi ist ein Javanesisches Wort, dass die Nachfahren der adipati (Gouverneure) bezeichnet. Diese Bezeichnung entstand mit der Schaffung dieses Postens durch den Sultan Agung von Mataram im 17. Jahrhundert. Ursprünglich waren die Priyayi Hofbedienstete, wechselten aber schnell über in den Dienst der Kolonialmächte und gehören heute zu den Herrschern der modernen indonesischen Republik.

## Vor-Kolonial-Zeit

Das Mataram Sultanat, 17. Jh.

Das Sultanat von Mataram, ein islamisches Staatsgebilde im südlichen Zentral-Java, erlebte im 17. Jahrhundert den Höhepunkt seiner höfischen Kultur (kraton = "Herrscherhof"), in der der Sultan eine charismatische Symbolfigur war, die über eine relativ unabhängige Aristokratie herrschte. Die Adligen, Beamten und Verwaltungsangestellten und Chiefs wurden als para yayi ("Brüder des Königs") in ein Beziehungsgeflecht von Patron und Client mit dem Sultan eingebunden und so verpflichtet die Randgebiete des Königreiches loyal zu verwalten. Die Heimat der Priyayi-Kultur deckt sich mit dem Zentrum von Mataram. Besonders die Javanesischsprachige Mittelklasse und der östliche Teil von Java gilt als Schwerpunkt. Der Westteil Javas, der Ostteil und die nahegelegene Insel Madura wurden zwar "javanisiert" konnten aber ihre ethnischen, linguistischen und kulturellen Eigenheiten erhalten.

## Kolonialzeit
Nach der Ankunft der Niederländischen Ostindien-Kompanie (VOC) und dem Zusammenbruch von Mataram wurden die Sultanate von Surakarta und Yogyakarta durch den Vertrag von Giyanti 1755 die Zentren der Macht auf Java. Obwohl die Niederländer die Politik massiv beeinflussten und ihre Selbstständigkeit stark beschnitten, gelten die beiden Königreiche bis heute als Symbol der javanischen höfischen Kultur. In den ländlichen Niederungen Javas förderte die Anwesenheit der einheimischen Bürokraten die Kontrolle des Staates von unbebauten Gebieten und führte dazu, dass die bäuerliche Bevölkerung von unabhängigen Kleinbauern zu abhängigen Landarbeitern wurden.

### Regierungsämter
Außerhalb des Gebietes, das direkt von Yogyakarta beziehungsweise von Surakarta aus regiert wurde, errichteten die niederländischen Kolonialbehörden zwei Zivil-Behörden: die Binnenlands Bestuur ("Verwaltung des Binnenlands"), die mit niederländischen Beamten besetzt wurde und die Pangreh Praja ("Beamten des Gebietes"), die einheimische Bürokratie.
1926 bestand die Binnenlands Bestuur in Java und Madura aus den folgenden Ämtern, die in absteigenden Rang dargestellt werden:
1. Governor; 3 Posten
2. Resident; etwa 20 Posten
3. Assistant Resident; etwa 70 Posten

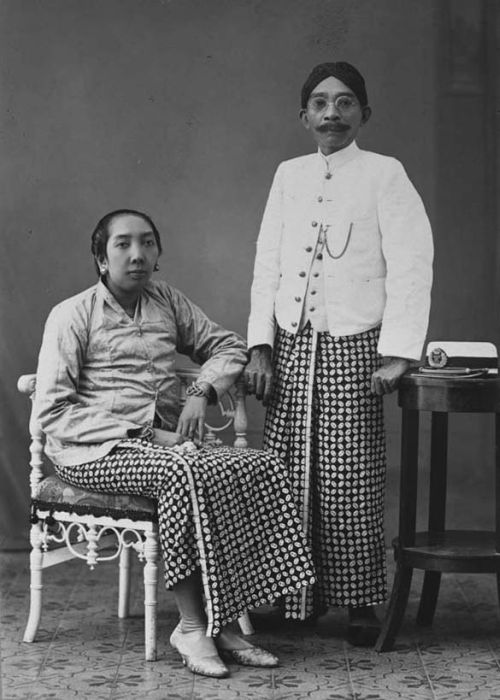
Raden Tumenggung Danoediningrat, der Regent von Kediri mit seiner Frau. ca. 1920.

Parallel dazu gab es drei Pangreh Praja-Ämter:
1. Bupati ("Regent"); etwa 70 Posten. Der Bupati war verantwortlich für ein Kabupaten, was zu dieser Zeit oft ein halbautonomes Staatsgebilde darstellte. Das Amt wurde oft vom Vater auf den Sohn vererbt, was 1854 von der niederländischen Verfassung erlaubt wurde. Die Familien der Bupati bildeten eine lokale aristokratische Klasse. Der Bupati unterstand dem Assistant Resident, dem niedrigen Beamten der Binnenlands Bestuur.
2. Wedana ("District Chief"); etwa 400 Posten.
3. Asisten Wedana ("Sub-District Chief"); etwa 1.200 Posten.

Weitere Kolonialbeamte, die den Status der Priyayi beanspruchten waren Steuerbeamte, Staatsanwälte und Beamte im Polizeidienst. 1931 hielten Europäer nur noch 10 Prozent des gesamten Beamtenapparats in Niederländisch-Indien und mehr als 250.000 einheimische Beamte standen auf der staatlichen Gehaltsliste. In Java gab es auch ein Klassenbewusstsein von priyagung ("obere priyayi"), einer Gruppe, die enge Beziehungen zur Elite in Surakarta und Yogyakarta pflegte, und priyayi cilik ("niederen priyayi"). Der Abstand zwischen diesen beiden Gruppen war jedoch viel geringer als der Abstand zur bäuerlichen Bevölkerung.

### Nationalistische Bewegung

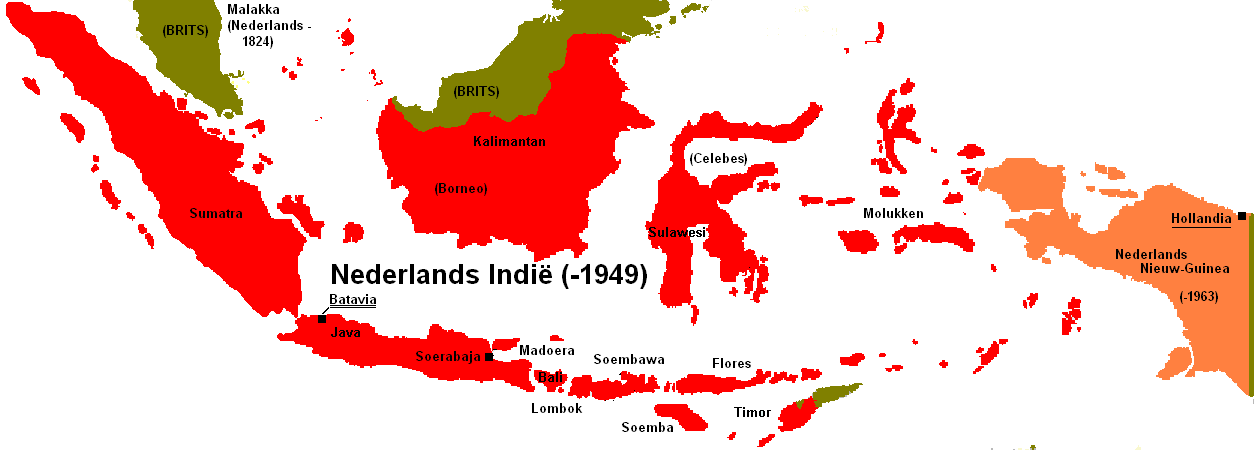
Karte von Niederländisch-Indien in der größten Ausdehnung, Anfang des 20. Jh.

1901 führte die Regierung von Niederländisch-Indien die so genannte "Ethische Politiek" ("Ethische Politik") als offizielle Leitlinie ein. Diese Leitlinie erweiterte die Kontrolle des Kolonialstaates durch Erziehungsmaßnahmen, Religionsüberwachung, landwirtschaftliche Ressourcenabschöpfung und politische Überwachung. Diese Politik dauerte bis zur japanischen Besatzungszeit von 1942. Durch die Politik wurde westliche Bildung für die einheimische Bevölkerung zugänglich, auch wenn nur die Wohlhabenden sich die Schulgebühren der weiterführenden Schulen leisten konnten, wo zudem Niederländisch die Unterrichtssprache war. Auf Java waren die Männer der priyayi die ersten, die diese Bildung annahmen, bevor sie in den Kolonialdienst eintraten.
Nationalistische Ideen in der javanischen Elite, die eine niederländische Bildung erhalten hatten, waren prägend für das Indonesische Nationale Erwachen. Die Boedi Oetomo, die erste einheimische politische Gesellschaft in Niederländisch-Indien, wurde 1908 durch eine Gruppe von Doktoren und Medizinstudenten aus den Reihen der priyayi gebildet. Diese Gruppe war beschränkt aus javanissche Männer, setzte aber das Startsignal für eine ganze Reihe von politischen Agitationen. Aus der Boedi Oetomo stammen auch prominente Priyayi wie Soetatmo Soeriekosomo (1888–1924) und Noto Soeroto (1888–1951), als Vorreiter des ethnischen Nationalismus im Committee for Javanese Nationalism waren, aber auch Tjipto Mangoenkoesoemo (1886–1943) der einen Indonesien-weiten Nationalismus förderte und später die Indische Partij gründete. Die Entstehung anderer ethnisch-nationalistischer Gruppen und Indonesisch-nationalistischer politischer Parteien in Java verdrängte später den javanischen Nationalismus und entwickelte sich zu einem größeren Indonesisch-sprachigen Nationalismus in den 1920ern und 30ern.

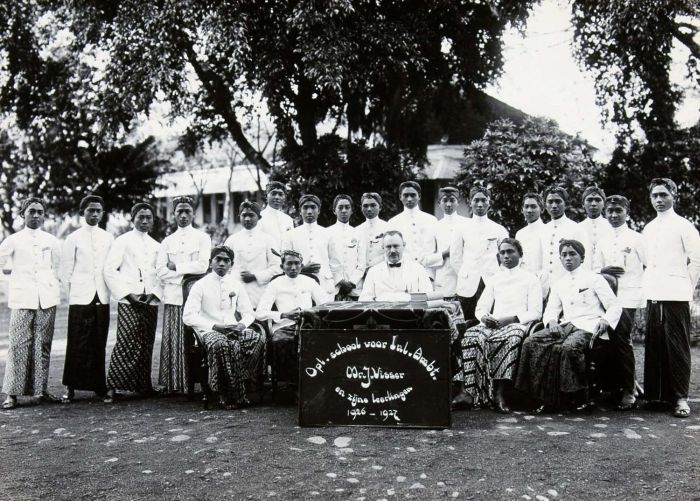
Gruppenbild von J. Visser und Studenten der OSVIA, einer Schule für einheimische Beamte.

## Nach der Unabhängigkeit
Die Anerkennung der Republik Indonesien 1949 durch die niederländischen Behörden führte dazu, dass die bürokratischen Institutionen des von den Niederländern kontrollierten Staatenbundes in die neue Republik integriert wurden. Die Zahl der Beamten in Indonesien stieg dadurch von 115.000 in den 1920ern auf 400.000 in den 1950ern. Die strategischen Spitzenpositionen wurden jedoch von einer Elite von 100.000 Beamten ausgefüllt, die niederländische Ausbildung genossen hatten und die sich um das Innenministerium gruppierten. In den 1980ern erweiterte sich der Beamtenstamm in Indonesien auf ca. 2 Mio. Personen, somit 13,9 Beamte auf 1.000 Einwohner.
Obwohl der Status der Priyayi im indonesischen Recht nicht verankert ist, gilt er noch immer als Symbol einer volkstümlichen Möglichkeit des sozialen Aufstiegs. Während der Orde Baru (Neue Ordnung) von General Suharto wurden die traditionellen Werte der Priyayi und der ständischen Bevölkerung gefördert. Vor allem im indonesischen Beamtentum wurden, beispielsweise durch die Einrichtung des Corps of the Civil Servants of the Republic of Indonesia (KORPRI) 1971, Anreize für Statusbewusstsein geschaffen.

## Titel
Die Priyayi verfügt über ein ausgefeiltes System an Titeln. Einige davon waren:
- Raden Mas (für männliche Adlige)
- Raden Ayu (für weibliche Adlige)
- Raden Ajeng (für unverheiratete weibliche Adlige)
- Tumenggung: zusätzlicher Titel für Adlige, die ein Regierungsamt hatten
- Raden (niedrigerer Rang als Raden Mas)
- Raden Nganten (niedrigerer Rang als Raden Ajeng / Raden Ayu, weiblich)
- Raden Roro (für unverheiratete weibliche Personen, die im Rang niedriger als Raden Ajeng / Raden Ayu standen)
- Mas (für Niederadel)

Die Rangfolge ist aufsteigend: Mas, Raden, Raden Mas, Raden Panji, Raden Tumenggung, Raden Ngabehi und Raden Aria. Diese Titel waren zum Teil erblich. Söhne erhielten einen Titel der eine Rangordnung unter der ihres Vaters stand, so weit dieser nicht schon zum niedrigsten Rang gehörte.
Der Ehrentitel Raden ist verwandt mit dem Adelstitel Randriana / Andriana von Madagaskar, da beide auf das Wort "Rahadyan" (Ra-hadi-an, "Herr") aus dem Altjavanischen zurückgehen.

## Kulturelles Verständnis
Der amerikanische Kulturanthropologe Clifford Geertz identifizierte zwei gegensätzliche Begriffe im Verständnis der Priyayi, die die Weltanschauung bestimmen: alus ("kultiviert", "verfeinert") gegen kasar ("unkultiviert"). Diese beiden Pole werden durch batin ("innere menschliche Erfahrung") und lahir ("äußeres menschliches Verhalten") definiert. Als feudalistische Subkultur in der javanischen Gesellschaft im Unterschied zu der bäuerlichen Kultur, betont die Priyayi-Kulture "alus" gegenüber "kasar" und "batin" gegenüber "lahir".

### Religion
Hauptreligion ist der Islam, es gibt aber auch Minderheiten von katholischen, evangelischen Christien, Hindus und Buddhisten. Innerhalb des javanesischen Islam identifiziert Geertz drei alirans (kulturelle Strömungen): abangan, santri und Priyayi. Santri ist die Strömung der Stadtbewohner, die sich nach der Moschee, dem Koran und dem islamischen Recht richten. Die abangan nimmt in ländlichen Gebiete Elemente aus dem Hinduismus auf und bildet eine Kultur mit animistischen und Folklore-Elementen. Die Priyayi war die Strömung der bürokratische Elite und wurde von hierarchischen Hindu-Javanischen Traditionen bestimmt. Menschen die dem Santri zugeordnet werden, werden oft als Putihan ("die Weißen") im Gegensatz zu den "roten" abangan bezeichnet. Generell steht die Religion der Priyayi der Abangan-Tradition näher als der Santri, da sie auch eine Art Polytheismus mit dem Islam verbindet. Staatliche Rituale wie das slametan (Gemeindefest) werden von Abangan und Priyayi ähnlich begangen.
Die Priyayi-Familien der Küsten-, Zentral- und Ostgebiete der Insel legen jedoch auch Wert auf die genealogischen Verbindungen zu den Wali Sanga, den neun islamischen Heiligen von Java und stehen den Santri in ihrer Religionspraxis näher.

### Sozioökonomischer Status
Während Abangan meist Bauern sind, sind die Priyayi die "Landadeligen und Oberschicht der Städte. Sie sind jedoch nicht feudale Grundherren, sondern Regierungsbeamte. Im Selbstverständnis ist die Arbeit der Priyayi "alus" im Gegensatz zu Handel, landwirtschaftlicher und handwerklicher Arbeit, welche als "kasar" angesehen wird. Ein Gedicht aus dem 19. Jahrhundert, "Suluk Mas Nganten", von Jayadiningrat I, einem Höfling aus Surakarta, beschreibt die charismatische Kraft des Priyayi, die nicht durch formale Gleichheit erworben werden kann:
| Ana maneh nisthane wong memantu ana ta sudagar cilik awatara sugihipun kepengin cara priyayi | Und wieder gibt es Schande für einen der eine Hochzeit hielt. Es gab einen hübschen Händler, Mittelmäßig war sein Wohlstand, Er sehnte sich danach, den Stil der Priyayi nachzuahmen. |

Priyayi-Familien nehmen jedoch auf informelle Art trotzdem am Handelsgeschehen teil. Bis in die 1980er unterstützten Priyayi-Frauen das Familieneinkommen oft durch den Verkauf von selbstgemachten Textilien und künstlerischer Kleidung, obwohl sie nicht in der Öffentlichkeit auftraten.

### Sprache
Bildung und die Beherrschung mehrerer javanischer Sprachregister waren Teil des Prestiges der Priyayi in der Zeit der niederländischen Kolonie, während der größte Teil der Bevölkerung Analphabeten waren. Die zwei Hauptaspekte der javanischen Sprache sind nämlich krama ("formal") und ngoko ("informal"). Die Beherrschung des "krama", erfordert eine weitreichende Bildung. Gegen Ende des 19. Jahrhunderts, als viele junge Priyayi niederländische Erziehung erhielten, begann die "innere Elite" Niederländisch auch als Alltagssprache zu verwenden. Die Priyayi der Kolonialzeit wurden daher weitgehend zweisprachig. Seit der Unabhängigkeit wurde Indonesisch die Nationalsprache und es entwickelten sich neue Arten des Indonesischen und Javanesischen, in denen sich "krama" und "ngoko"-Elemente weiter entwickelten.

### Kunst

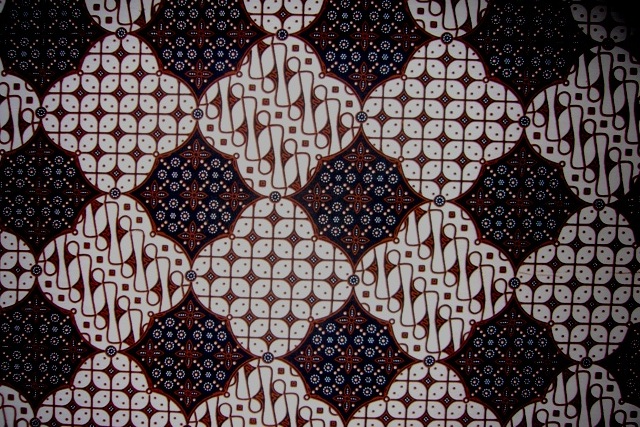
Eine Batik aus Yogyakarta.

Die Priyayi sind Mäzene und selbst Künstler von klassischen höfischen javanischen Kunstformen:
1. wayang; Schattenspiele mit den Javanischen Erzählungen des Ramayana, des Mahabharata und den Geschichten der vorkolonialen Javanischen Königreiche
2. gamelan; das Percussions-Orchester, dass sowohl zur Begleitung der Wayang-Darbietungen gespielt wird, als auch eigenständig auftritt
3. lakon; Erzählungen der Wayang-Geschichten
4. tembang; feste Form von Gedichten, die zur Begleitung von Gamelan vorgetragen werden
5. batik; Textilfärben mit Wachs und Farbe